# Избирательная система Австралии
Избирательная система Австралия является демократической. Она стала результатом почти 150-летнего непрерывного развития и смены демократически избранных органов власти. Австралийскую избирательную систему отличают такие особенности как обязательное голосование населения, преференциальная система голосования и подсчёта голосов при избрании членов Палаты представителей и использование пропорционального голосования при избрании членов Австралийского сената.

## Обязательное голосование
В Австралии голосование является обязательным, включая обязательную регистрацию участников голосования. Впервые обязательная система голосования была применена для принятия решений на референдумах в 1915 году, а для определения победителей на федеральных выборах она стала применяться с 1924 года. Непосредственной причиной для введения обязательного голосования в Австралии стала низкая активность на федеральных выборах 1922 года, когда на избирательные участки пришли всего 59,38 % зарегистрированных избирателей. Билль с предложением введения обязательной системы голосования был внесен в парламент сенатором от Национальной партии Гербертом Пайном (Тасмания). Этот билль был принят в течение одного дня. Федеральные выборы 1925 года были проведены уже с использованием этой системы, и общая цифра проголосовавших составила 91,4 % от общего количества избирателей.
Голосование является обязательным как на федеральном уровне, так и на уровне отдельных штатов и территорий. На муниципальном уровне выборы не являются обязательными в большинстве штатов. По статистике, в среднем на каждых выборах примерно 5 % избирателей не принимают участие в голосовании. В этом случае людей, не принявших участие в выборах, просят предоставить объяснения, и в случае, если объяснения не предоставлены или признаны неудовлетворительными (болезнь, религиозные причины и т. д.), к виновным применяется административная мера взыскания в виде небольшого штрафа (порядка $AU 20.00 — $AU 70.00). В случае неуплаты штрафа в указанные сроки виновные могут быть вызваны в суд, где их может ждать более серьёзное взыскание.
Иногда ошибочно считается, что для того, чтобы считаться принявшим участие в выборах, достаточно лишь прийти и отметиться на избирательном участке. Однако на самом деле, в соответствии с пунктом 245 Закона о выборах, человек считается проголосовавшим, только после того, как он опустил свой избирательный бюллетень в урну. Если этого не произошло, и избиратель покинул избирательный участок сразу после регистрации, он считается не принявшим участие в голосовании и к нему могут быть применены все те меры, которые описаны выше.